# Moscato giallo
Le moscato giallo est un cépage de cuve italien blanc.

## Origine et répartition géographique
En Italie, il est classé cépage d'appoint en DOC Alto Adige, Friuli Isonzo et Trentino. Il est classé recommandé ou autorisé dans les provinces Bolzano, Trente, Padoue, Vérone, Gorizia, Pordenone, Palerme et Udine des régions Frioul-Vénétie Julienne et Vénétie. En 1998, il couvrait 265 ha.

## Caractères ampélographiques
- Extrémité du jeune rameau duveteux vert blanchâtre à liseré carminé.
- Jeunes feuilles aranéeuses, vert jaunâtre.
- Feuilles adultes entière ou à trois lobes à sinus latéraux supérieurs en V ou en U peu profond, avec un sinus pétiolaire en lyre, des dents anguleuses, en deux séries, moyennes, un limbe glabre vert clair.

## Aptitudes culturales
Ce cépage débourre précocement et sa maturité est de troisième époque : 30 jours après le Chasselas.

## Potentiel technologique
Les grappes sont grandes et les baies sont de taille moyenne. La grappe est pyramidale, allongée, avec 1 ou 2 ailerons et lâche. La chair des baies est juteuse. Le cépage possède une saveur aromatique musquée. On peut le confondre (à la dégustation) avec un Gewurztraminer.
Le cépage est sensible à la chlorose et à la pourriture grise. Il possède 6 clones agréés avec les noms de RAUSCEDO 1, VCR 5, VCR 102, ISV-V 5, ISV-V 13 et VCR 100.

## Synonymes
Le moscato giallo est connu sous les noms de Goldmuskateller, moscatel, moscato, moscato sirio et par erreur moscato di Canelli ainsi que moscato fior d’arancio (voir l’article Muscat fleur d'oranger)